# Deuteragonista
In letteratura, il deuteragonista o personaggio principale secondario è il secondo personaggio più importante di una narrazione, dopo il protagonista e prima del tritagonista.
Il deuteragonista spesso agisce come un compagno costante del protagonista o come qualcuno che continua ad aiutare attivamente un protagonista. Il deuteragonista può alternarsi tra il sostegno e l'opposizione al protagonista, a seconda della trama.